# Karl Friedrich Schinkel
Karl Friedrich Schinkel (Neuruppin, 13 maart 1781 – Berlijn, 9 oktober 1841) was een van de belangrijkste Duitse architecten. Hij was ook schilder en tekenaar, stadsplanoloog, decor- en meubelontwerper. Hij kende de geschiedenis van de architectuur – rond die tijd een wetenschappelijke discipline in opkomst – en ontwierp zowel in klassieke als in gotische stijl zonder bestaande gebouwen te imiteren. De meeste van zijn werken bevinden zich in Berlijn en omgeving.

## Biografie
In 1787, toen Karl Friedrich zes jaar was, overleed zijn vader. In 1794 verhuisde de rest van het gezin naar Berlijn, hoofdstad van het Koninkrijk Pruisen. Schinkel ging daar naar het gymnasium, een opleiding die hij echter niet voltooide. Daarna werd hij een van de leerlingen van de architecten Friedrich Gilly en diens vader David. In 1799 schreef hij zich in als student aan de nieuwe Berliner Bauakademie. In 1800 overleden zowel Schinkels moeder als Friedrich Gilly. Het jaar erop werd Schinkels eerste ontwerp gebouwd: de Pomonatempel, een theepaviljoen op de Pfingstberg in Potsdam. In 1803 werd hij volwassen en kreeg hij de beschikking over zijn (bescheiden) erfenis. Hij reisde gedurende twee jaar door Oostenrijk, Italië en Frankrijk. Onderweg maakte hij veel aquarellen en schetsen van landschappen en van architectuur. (Als schilder en tekenaar was hij autodidact.) In Rome raakte hij bevriend met Wilhelm von Humboldt, die vanaf 1802 Pruisisch resident bij de Heilige Stoel was. Na zijn reis kwam hij in 1805 terug in het door de Fransen bezette Pruisen. Onmiddellijk nam hij (zonder succes) deel aan een ontwerpwedstrijd voor een monument ter ere van Maarten Luther. Door de napoleontische oorlogen werden weinig bouwprojecten uitgevoerd. Schinkel werkte in deze periode (ca. 1805-1815) als architect en als schilder van – onder andere – geïdealiseerde gotische kathedralen en panorama's. Vooral zijn panorama's hadden veel succes, zij trokken zelfs de aandacht van koning Frederik Willem III.
In 1810 ontwierp Schinkel een mausoleum in neogotische stijl voor koningin Louise, dat echter niet werd gerealiseerd. Het mausoleum dat wel werd gebouwd, was ontworpen door Heinrich Gentz (1766-1811). In 1813 werd door koning Frederik Willem III de onderscheiding het IJzeren Kruis bedacht, het bijbehorende ereteken werd door Schinkel ontworpen. In 1815 werd Schinkel benoemd tot adviseur van de koning (Geheimraad) en vanaf deze tijd kon hij zich volledig aan de architectuur wijden. Belangrijke Berlijnse overheidsgebouwen zoals de Neue Wache (1815-1818) en het Altes Museum (1823-1830) werden door hem ontworpen en de afgebrande de schouwburg (later Konzerthaus werd naar zijn ontwerp herbouwd (1818-1821). Daarnaast ontwierp hij ook het decor voor een opvoering van de opera Die Zauberflöte van Wolfgang Amadeus Mozart in 1816, en mogelijk, te Minden een aantal kazernegebouwen (gebouwd 1829-1834).

Gotischer Dom am Wasser
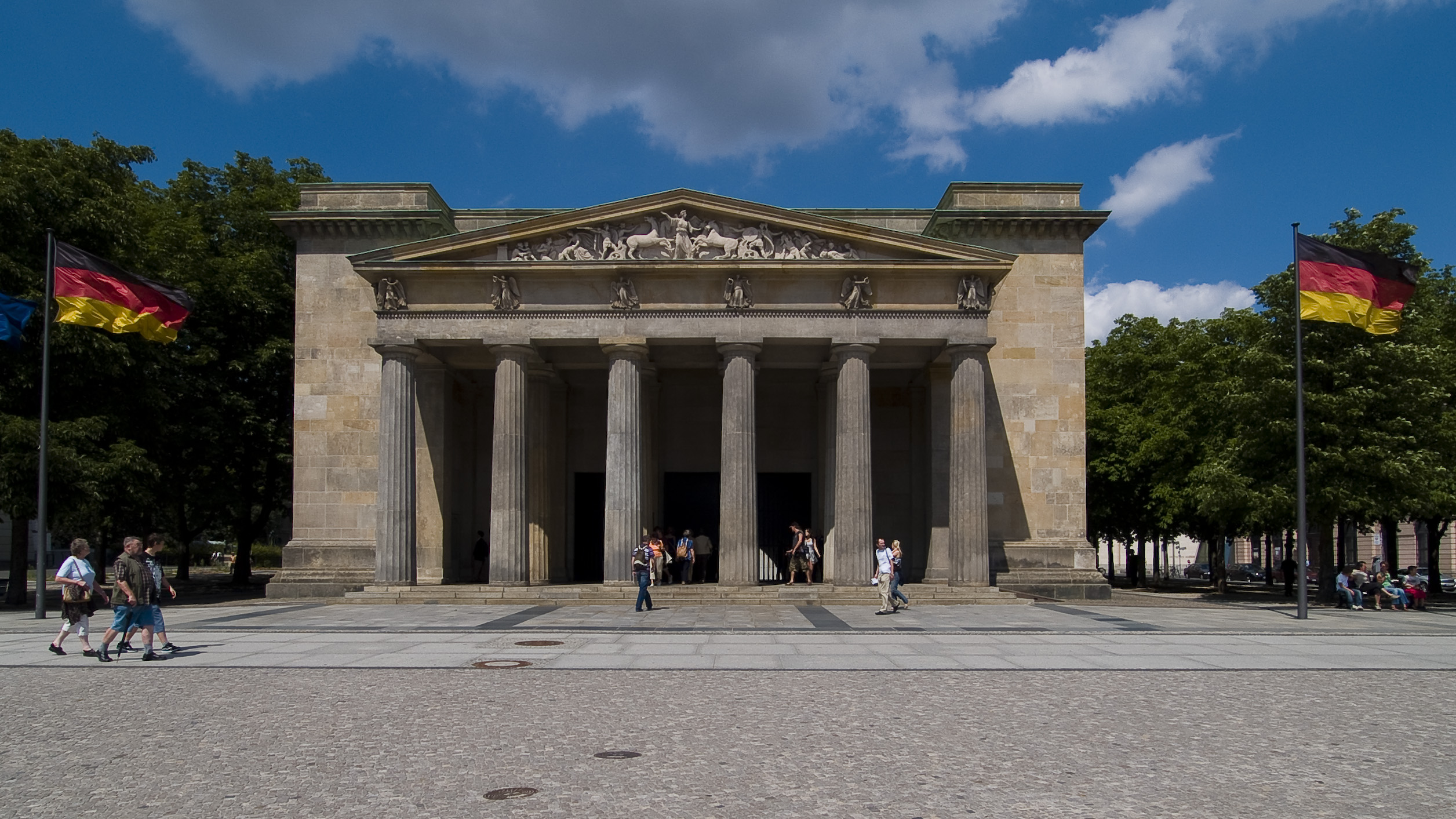
Neue Wache
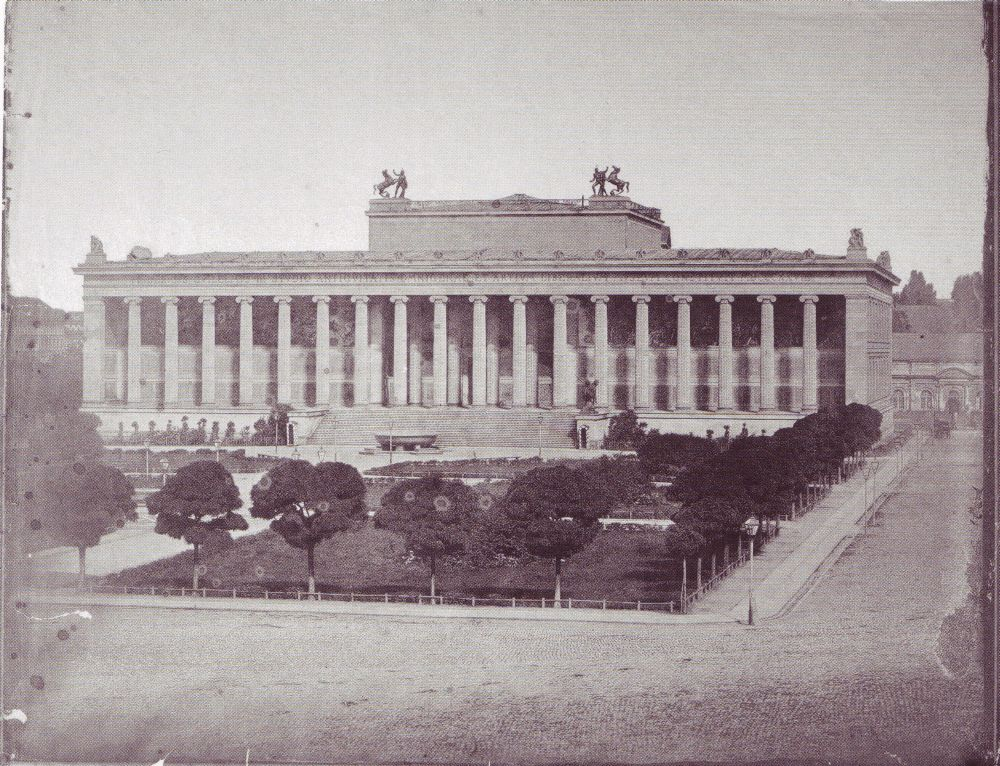
Altes Museum (historisch opname)
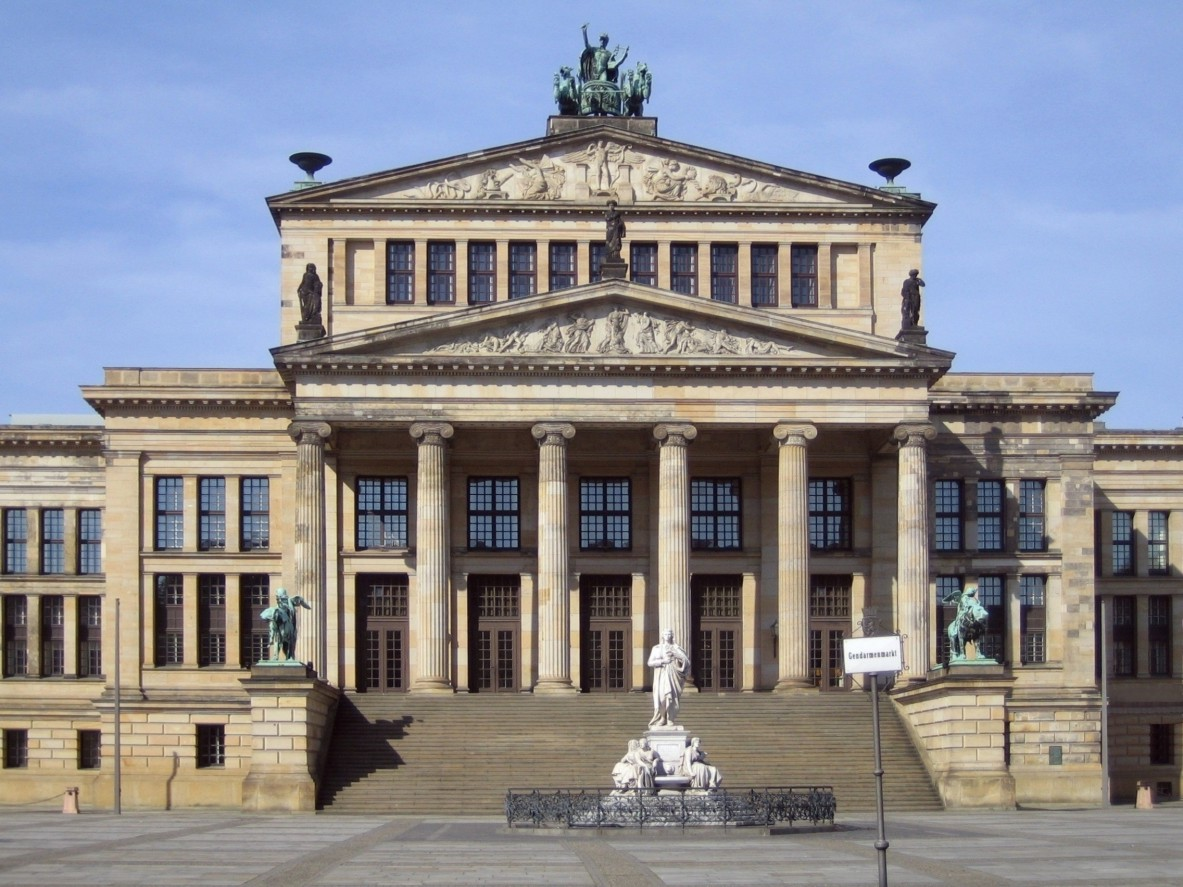
Konzerthaus Berlin (Gendarmenmarkt)
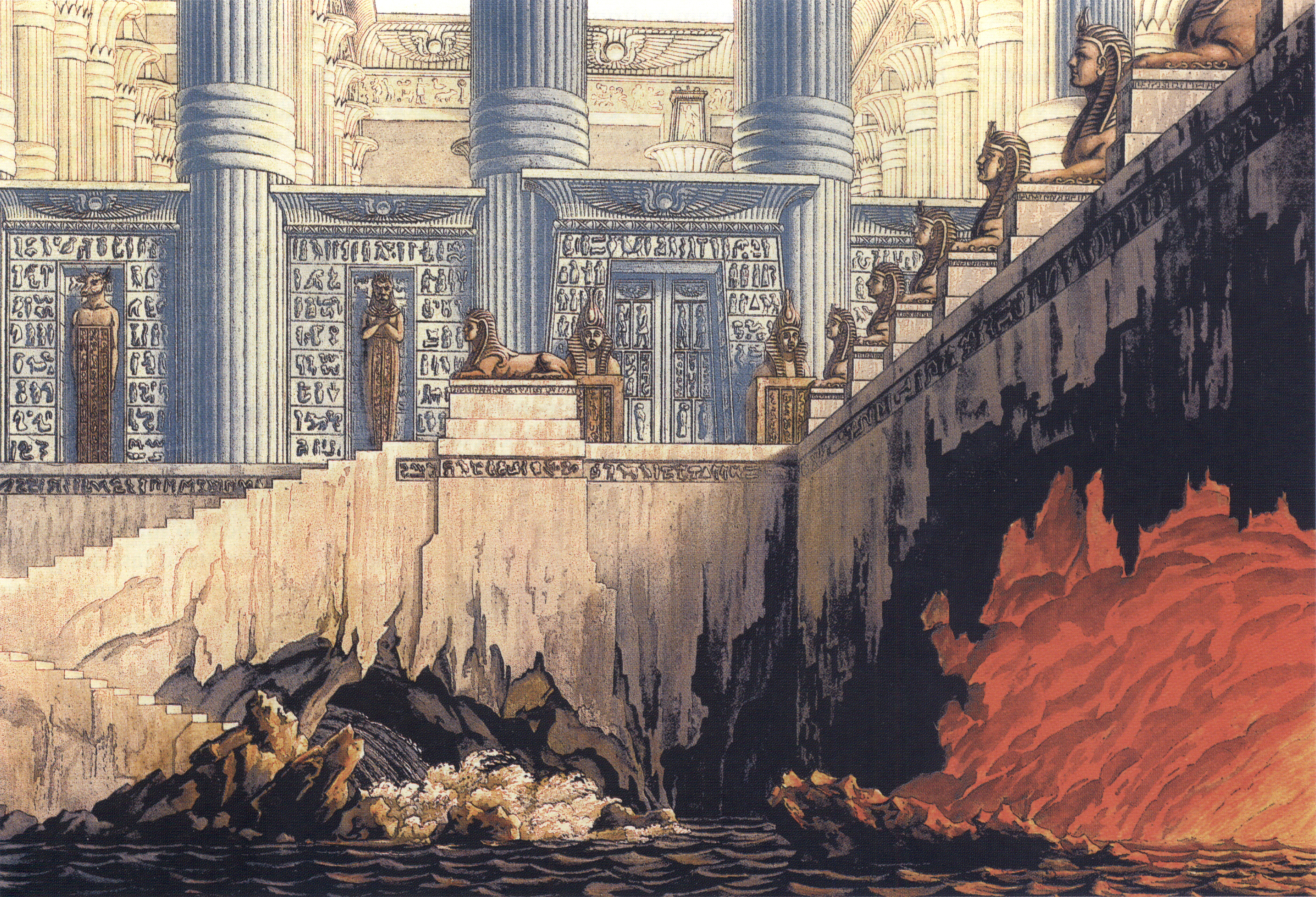
Decor Die Zauberflöte
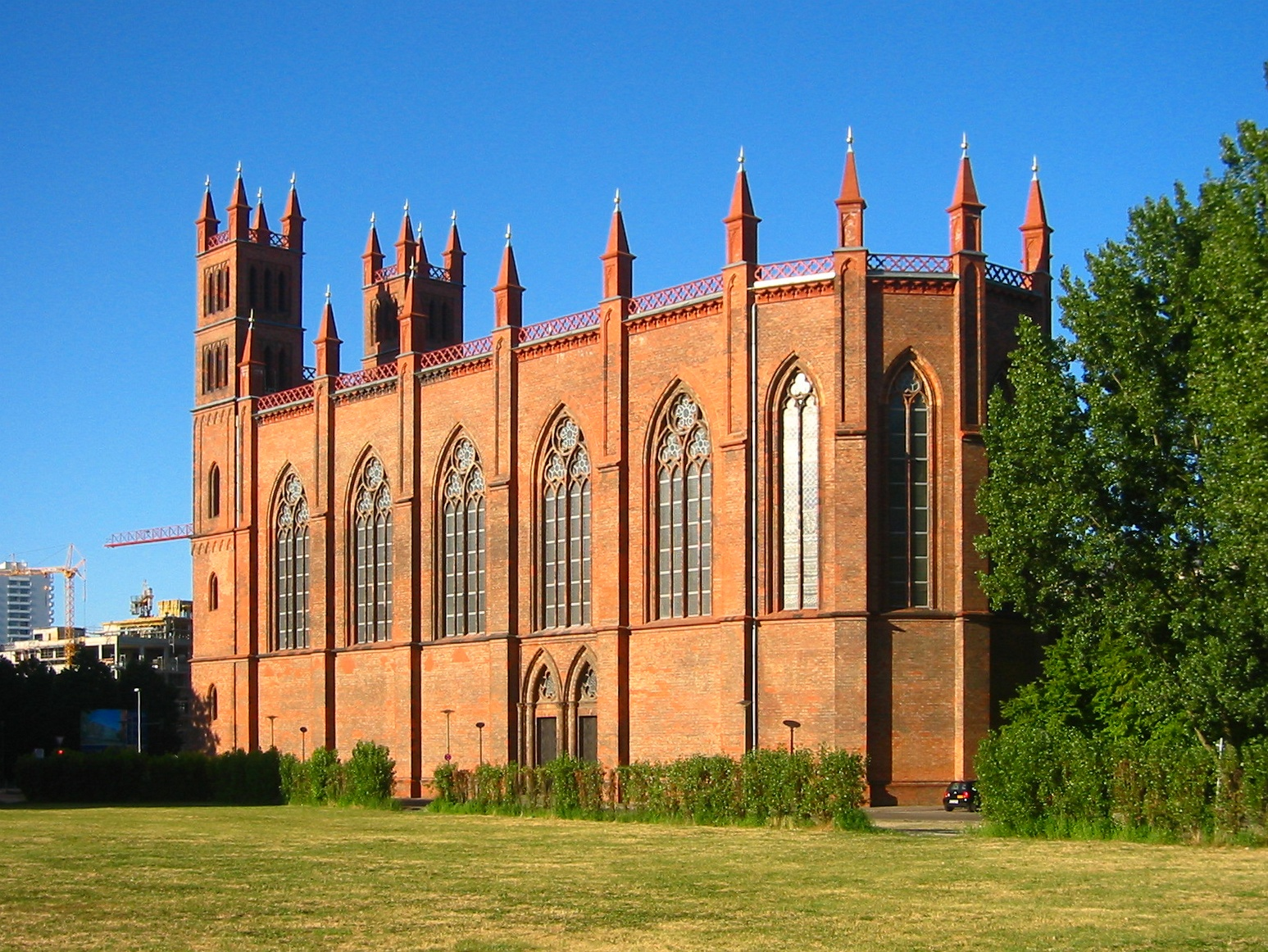
Friedrichswerdersche Kirche
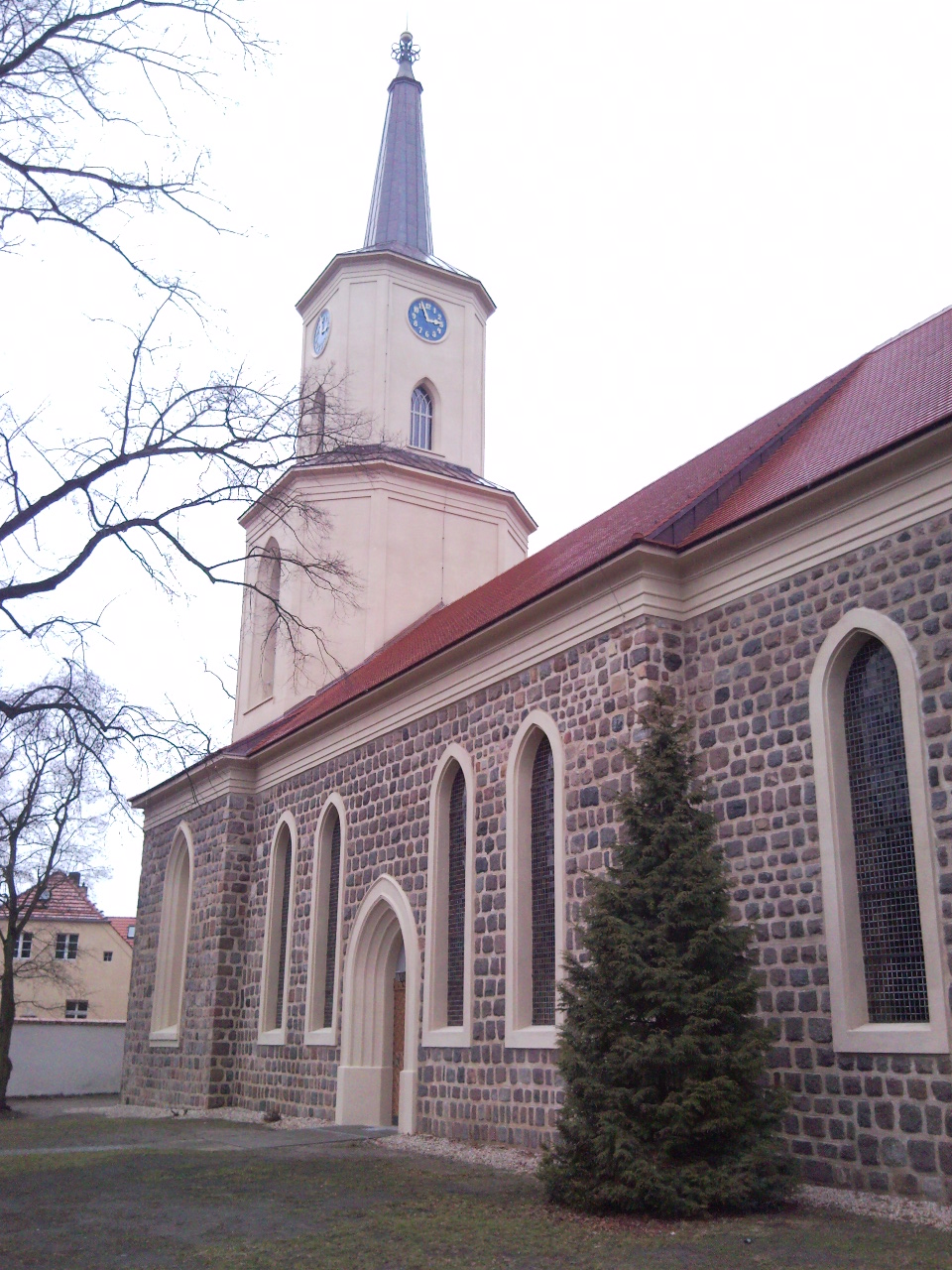
Sint-Andreaskerk (Teltow)
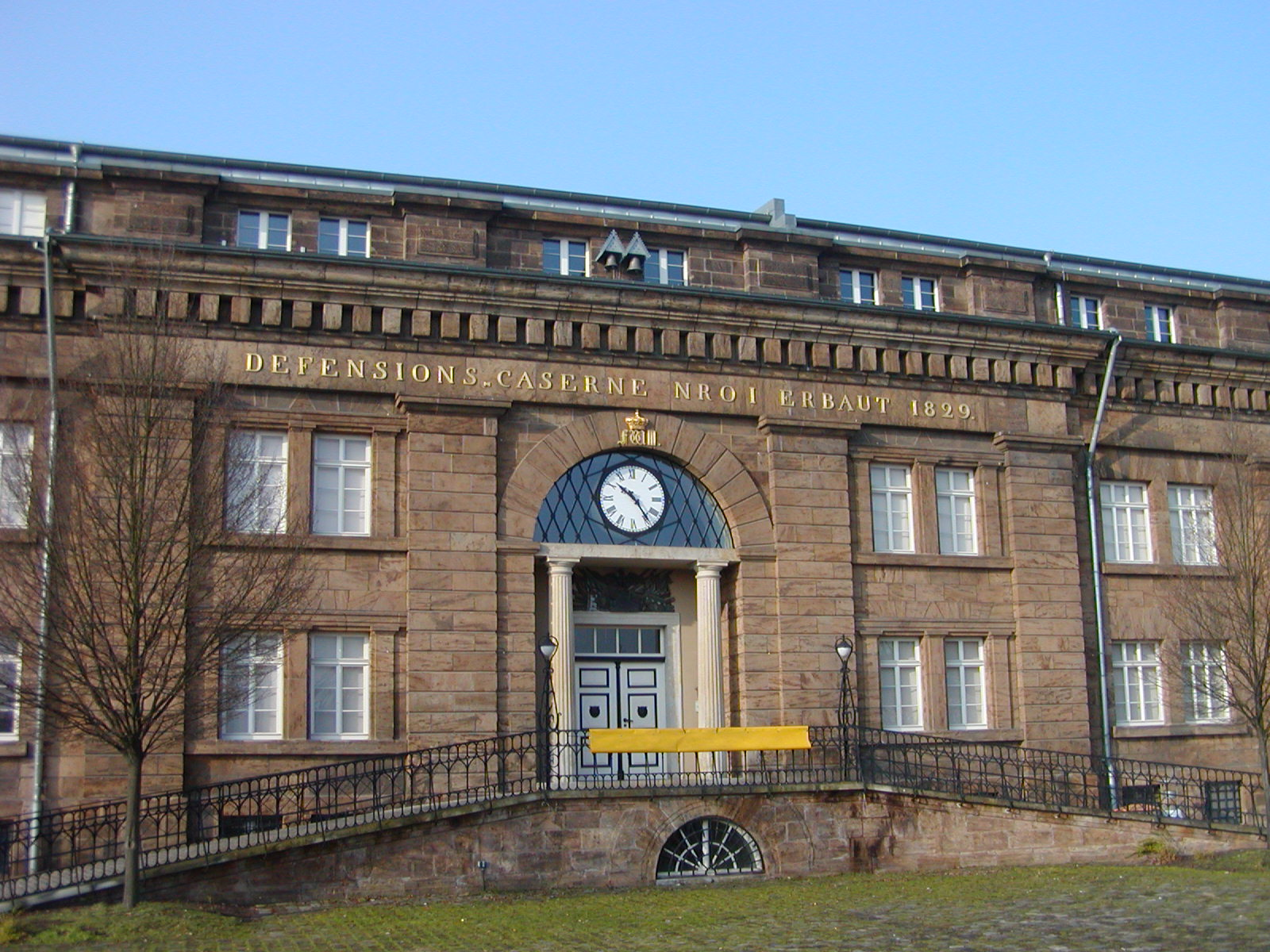
Defensionskaserne, Minden (toeschrijving onzeker)

Schinkel was een groot voorstander van het voltooien van de Dom van Keulen. In 1821 werd het Königliches Technisches Institut (later Das Gewerbeinstitut) geopend. Het doel van dit opleidingsinstituut was vakbekwaamheid en technische kennis van werklieden te vergroten. Het instituut omvatte naast een laboratorium en werkplaatsen, een bibliotheek met ontwerpen en een verzameling voorbeelden en modellen van gebruiksvoorwerpen. Veel van de ontwerpen (onder andere textielpatronen, aardewerk, glaswerk, meubilair en architectuurornamenten) waren getekend door Schinkel. Zijn ontwerpen voor gietijzeren tuinmeubilair worden tot op de dag van vandaag nog gebruikt. In 1824 renoveerde hij het Berliner Stadtschloss voor kroonprins Friedrich Wilhelm, waarbij de middeleeuwse delen van het gebouw gespaard bleven en waarbij het gotische gewelf weer in het zicht kwam. Ook ontwierp  Schinkel het meubilair voor de kroonprins. (In 1950 werd het Berliner Stadtschloss op bevel van Walter Ulbricht, de partijvoorzitter in de DDR, opgeblazen, medio 2020 zin de paleisfaçaden weer grotendeels in barokke sijl gereconstrueerd.) Hij maakte in opdracht van de koning vier ontwerpen voor de  Friedrichswerdersche Kirche (twee neoklassieke en twee neogotische). Ook in 1824 bezocht Schinkel Italië voor de tweede maal tijdens een dienstreis, in 1826 reisde hij door Schotland en Engeland. In 1830 bezocht hij Italië nogmaals, deze keer met zijn gezin. In 1831 bezocht hij voor het eerst het kuuroord Mariënbad; vele bezoeken aan kuurorden volgden. Zijn ontwerp uit 1832 voor het gebouw van de Berliner Bauakademie was deels geïnspireerd op Britse fabrieksarchitectuur en wordt wel als vroege voorloper van de moderne architectuur beschouwd. Ook de architectuur in Chicago aan het eind van de 19e eeuw lijkt beïnvloed door dit gebouw. Schinkel was echter geen functionalist, bijvoorbeeld in 1835 schreef hij over "... das Historische und das Poetische ..." dat het verschil maakt tussen bouwkunst en bouwkunde. In 1832 werd Griekenland een koninkrijk, de zestienjarige prins Otto van Beieren werd de eerste koning van Griekenland. In 1834 maakte Schinkel voor koning Otto I een ontwerp voor een paleis op de Acropolis in Athene. Het in alle opzichten fantastische ontwerp kwam niet verder dan de tekentafel. Samen met zijn vrouw maakte Schinkel in 1835 een dienstreis naar Rügen. In 1836 verhuisde het echtpaar naar een nieuwe dienstwoning in de Berliner Bauakademie. In 1838 werd hij benoemd tot Oberlandesbaudirektor; dit was het hoogtepunt van zijn carrière als "Architect van de Koning". In deze periode publiceerde hij Werke der höheren Baukunst für die Ausführung erfunden (Potsdam, 1840 tot 1842) met ontwerpen in klassieke Griekse stijl. Schinkels gezondheid ging steeds verder achteruit. In het voorjaar van 1840 raakte zijn rechterhand verlamd. Na enkele beroertes kreeg hij moeite met spreken en zien. Een jaar later overleed hij in zijn dienstwoning waarschijnlijk aan aderverkalking.

## Ontwerpen
Enkele niet gerealiseerde ontwerpen.

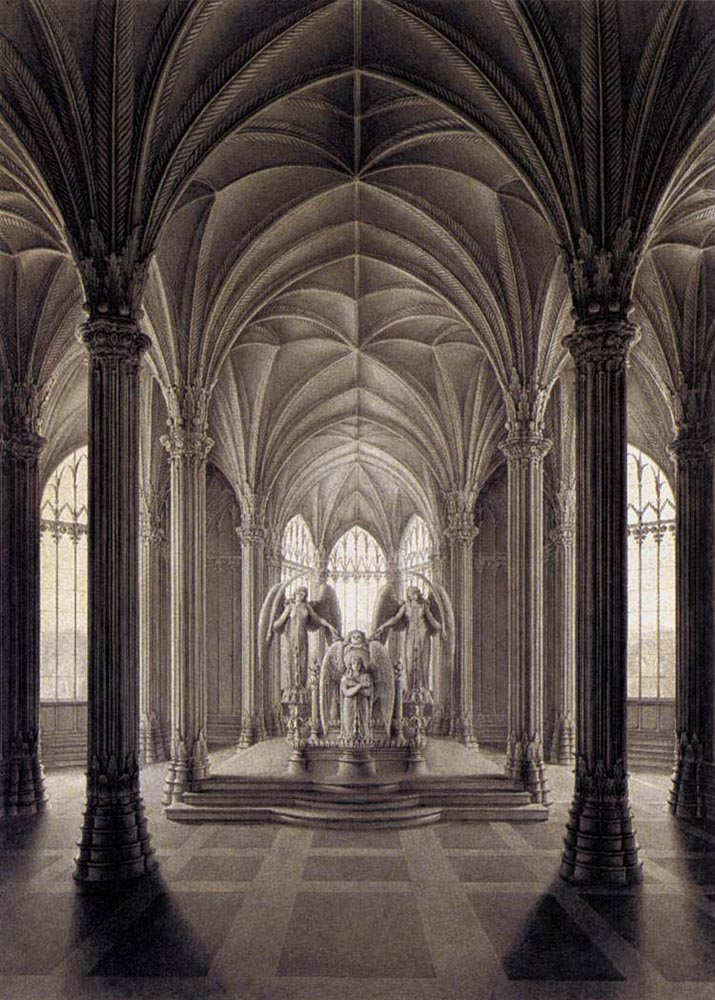
Grafmonument voor koningin Louise
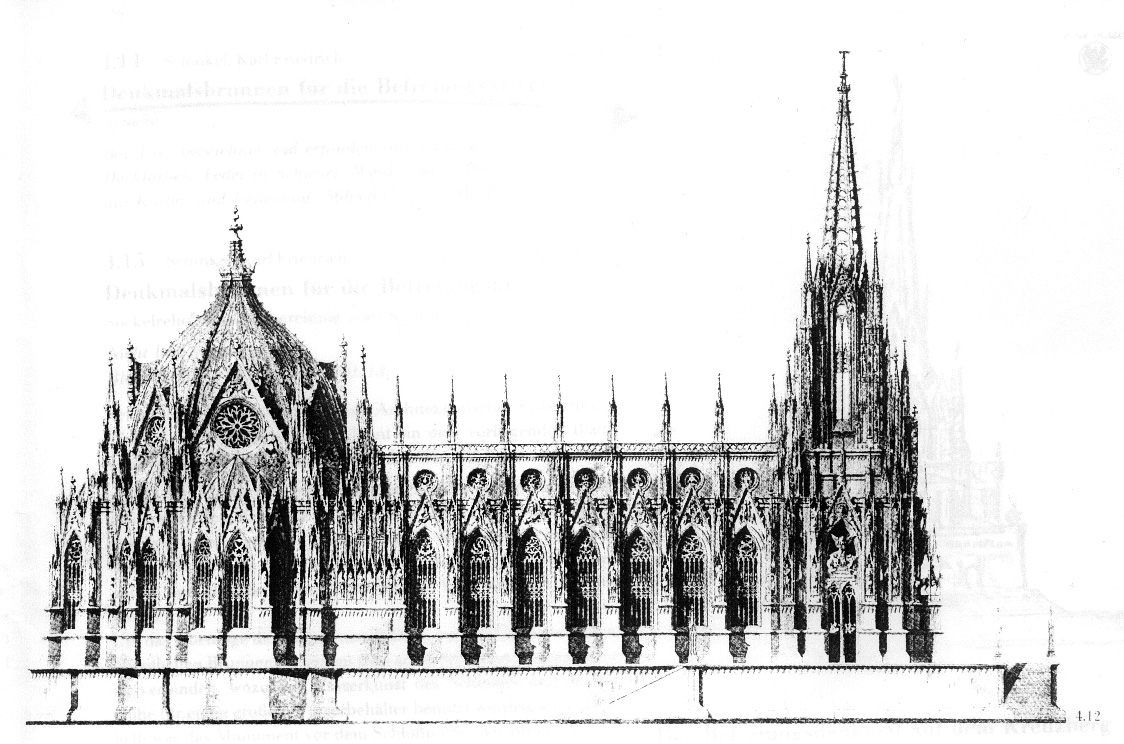
Herdenkingskerk
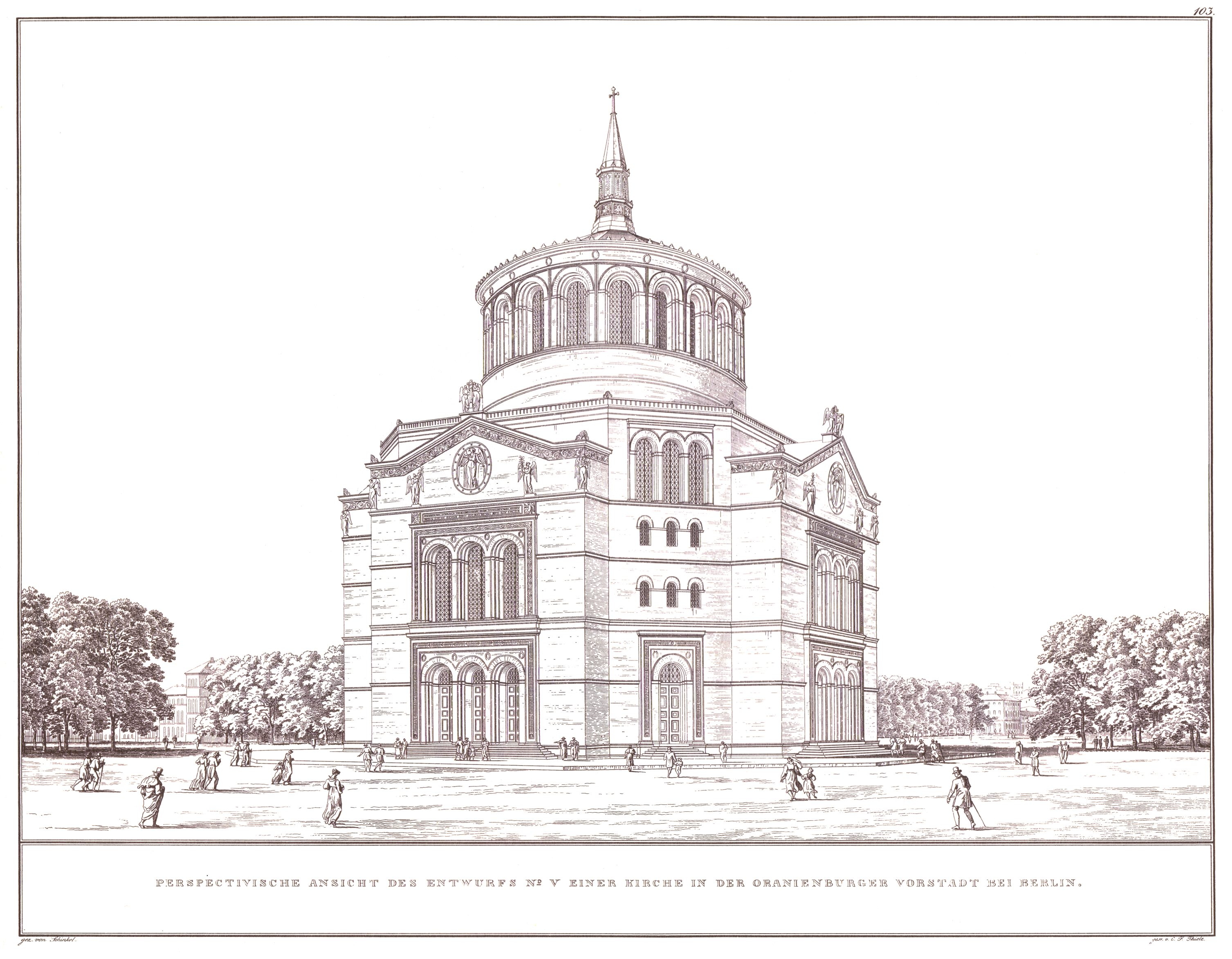
Kerk (Oranienburger Vorstadt)
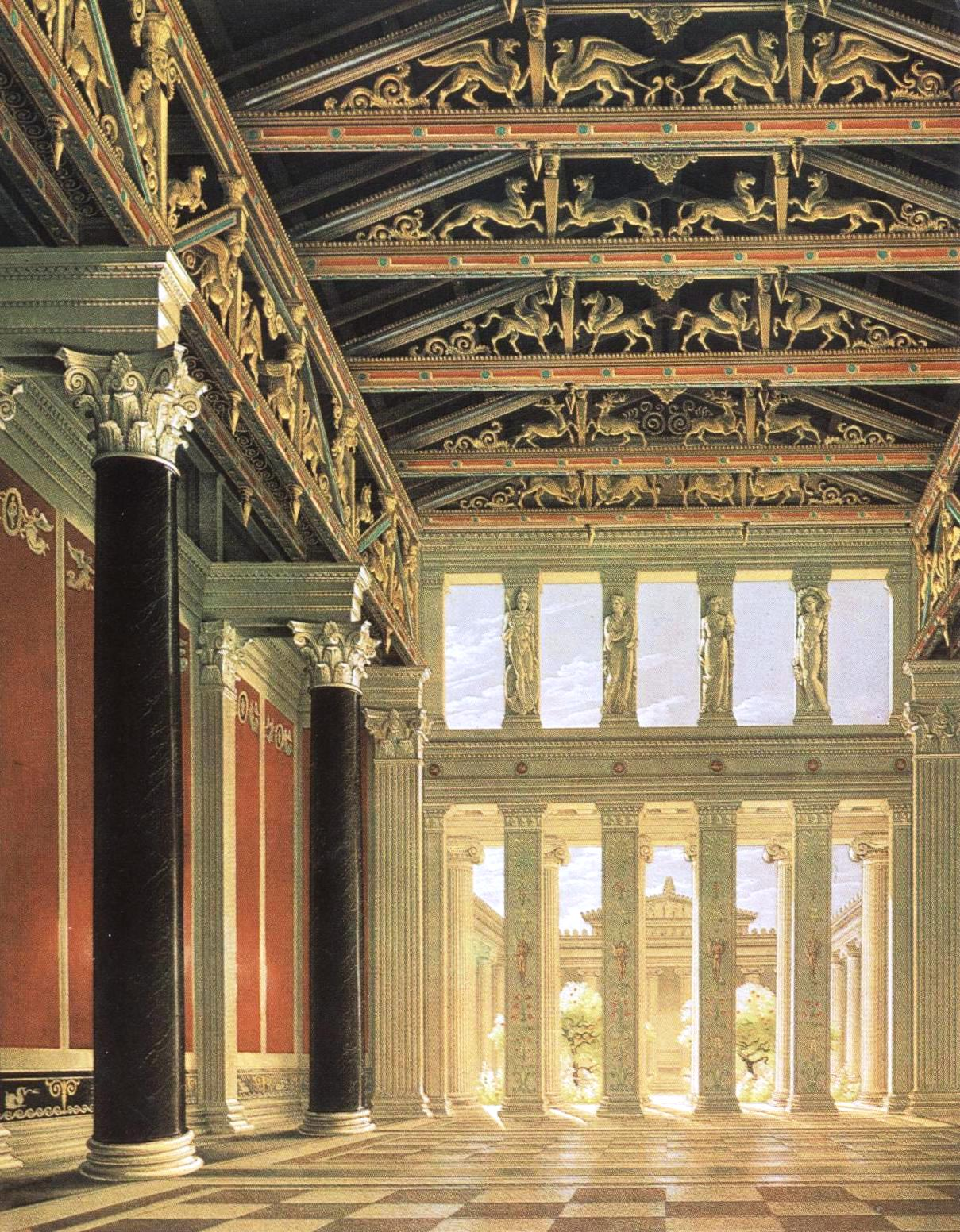
Grote hal Paleis op de Akropolis
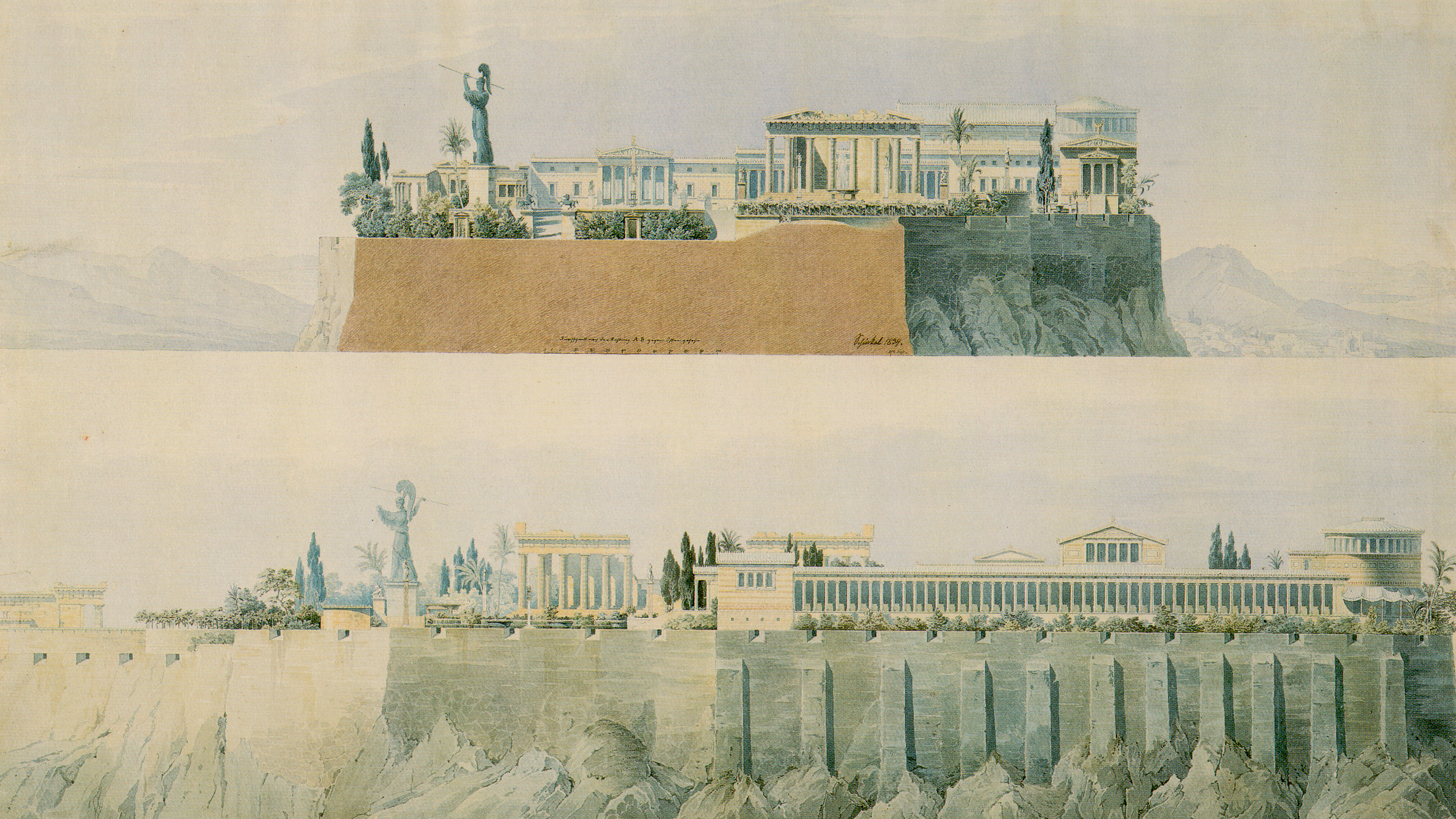
Zijaanzichten idem
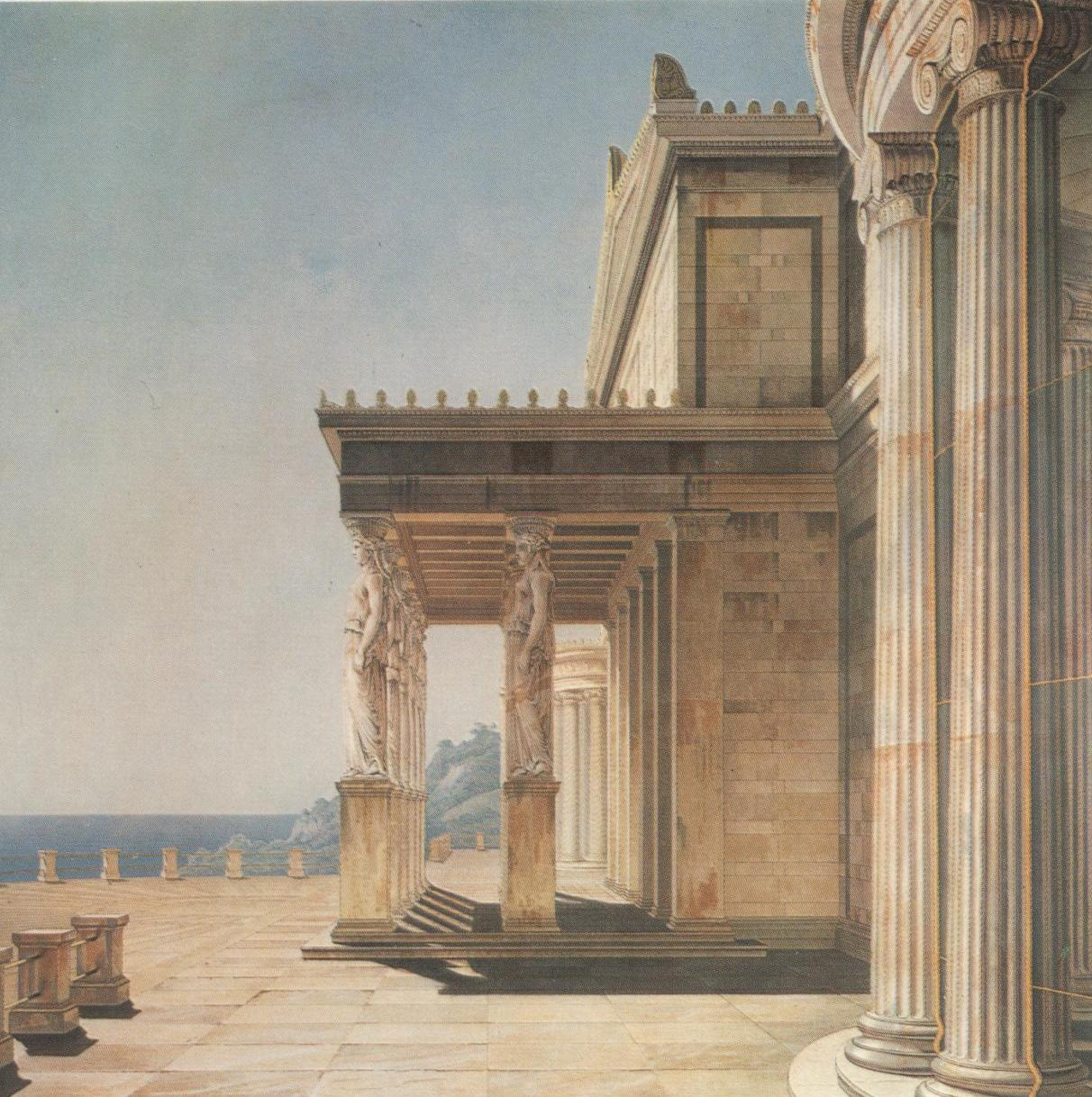
Kasteel Orianda Krim

## Werk
Belangrijkste gebouwen behalve de eerder genoemde.

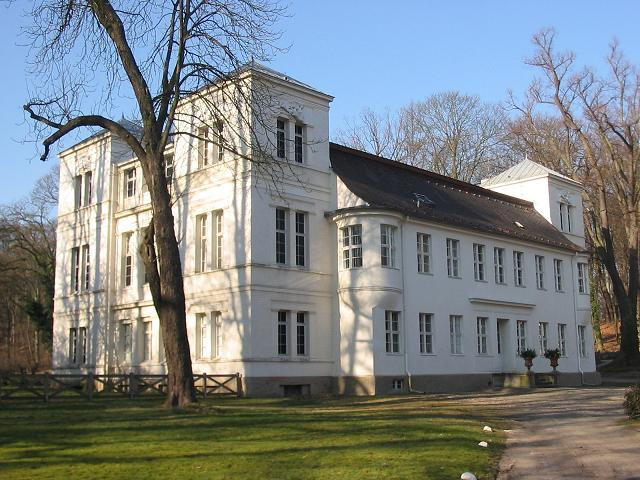
Schloss Tegel

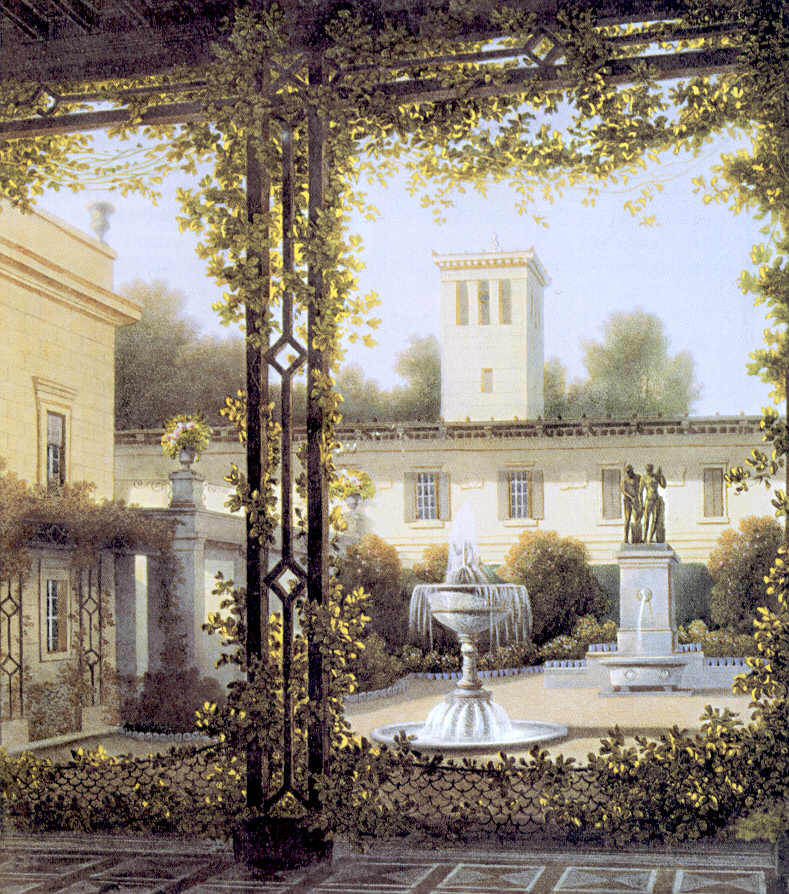
Der Gartenhof in Glienicke, schilderij naar Wilhelm Schirmer

- 1806 - Schloss Owinsk, in Poznan (samen met Ludwig Catel)
- 1806 - Schloss Rosenau (Coburg), (inclusief het (bewaarde) interieur)
- 1810 - Schloss Ehrenburg, Coburg (totale verbouw)
- 1810 - Sint-Andreaskerk (Teltow), restauratie van kerk en uitbreiding kerktoren
- 1815 - Kerk in Glienicke bij Wittstock
- 1819 - Schloßbrücke (Berlin-Mitte)
- 1821 - Schloss Tegel, Berlijn (volledige verbouwing voor Wilhelm von Humboldt)
- 1822 - Schloss Neuhardenberg (volledige verbouw voor Karl August von Hardenberg)
- 1823 - Luisenkirche in Berlin-Charlottenburg
- 1824 - Jagdschloss Antonin, Groothertogdom Posen
- 1824 - Kerk in Saarbrücken in de wijk Bischmisheim (achthoekige plattegrond en achthoekig schip)
- 1824 - Friedrichswerdersche Kirche in Berlijn (nu Schinkel-Museum in de Werderstrasse) en kerk in Schöneberg
- 1824 - Kerk St. Maria Magdalena in Voigtsdorf bij Habelschwerdt
- 1825 - Neuer Pavillon in Berlijn-Charlottenburg (inklusief het (bewaarde) interieur)
- 1825 - Schloss Glienicke, Berlijn (volledige ver- en nieuwbouw)
- 1825 - Theater Aachen in Aken (met Johann Peter Cremer)
- 1826 - Vuurtoren, Kap Arkona op Rügen
- 1827 - Elisenbrunnen in Aken (met Johann Peter Cremer)
- 1829 - Schloss Charlottenhof in Potsdam (inclusief het (bewaarde) interieur)
- 1830 - Nikolaikirche in Potsdam
- 1831 - Altstädtische Hauptwache in Dresden
- 1831 - Alexander Nevski kapel in Peterhof
- 1832 - Raadhuis in Kolberg
- 1833 - Römische Bäder in Potsdam
- 1833 - Westfront van de St. Johanniskirche in Zittau
- 1834 - Schloss Babelsberg in Potsdam
- 1834 - de zogeheten Berliner Vorstadtkirchen, waaronder de Elisabethkirche
- 1834 - Jenisch-Haus in Hamburg samen met Franz Gustav Forsmann
- 1835 - Schloss Stolzenfels aan de Rijn (bij Koblenz)
- 1836 - Fassade voor het hoofdgebouw van de Universiteit van Leipzig
- 1836 - Ombouw van Jagdschloss Granitz op Rügen
- 1838 - Altstädtische Kirche te Koningsbergen
- 1838 - Slot Kamenz in Silezië
- 1844 - Kongressdenkmal in Aken (ontwerp uit 1837, met Johann Peter Cremer)